# Boris Gabrić
Boris Gabrić (serbisch-kyrillisch Борис Габрић; * 13. September 1983 in Subotica, SFR Jugoslawien) ist ein ehemaliger serbischer Eishockeyspieler, der zuletzt bis 2017 beim HK Partizan Belgrad in der serbischen Eishockeyliga unter Vertrag steht.         

## Karriere
Boris Gabrić, der der kroatischen Minderheit in der Vojvodina angehört, begann seine Karriere als Eishockeyspieler in seiner Heimatstadt in der Nachwuchsabteilung des HK Spartak Subotica. Von 2001 bis 2006 spielte er beim HK Vojvodina Novi Sad in der jugoslawischen und später der serbisch-montenegrinischen Eishockeyliga. Mit dem Klub aus der Hauptstadt der Vojvodina gewann er 2002 und 2003 die jugoslawische und 2004 die serbisch-montenegrinische Meisterschaft. Nach einem Jahr beim HK Partizan Belgrad, in dem er mit seinem Klub serbischer Meister wurde, kehrte er 2007 noch einmal nach Novi Sad zurück, spielt seit 2008 aber durchgehend für den HK Partizan Belgrad in der serbischen Eishockeyliga. Mit Partizan wurde er von 2009 bis 2016 weitere neunmal serbischer Meister. 2011 und 2012 gewann er mit der Mannschaft auch die Slohokej Liga. 2017 beendete er seine Karriere.

### International
Für Jugoslawien nahm Gabrić an der Europa-Division der U18-Weltmeisterschaft 2000 sowie jeweils der Division III der U18-Weltmeisterschaft 2001 und der U20-Weltmeisterschaften 2001 und 2002 teil. Nach dem weiteren Zerfall Jugoslawiens nahm er für Serbien und Montenegro an der Division der U20-Weltmeisterschaft 2003 teil.
Im Herrenbereich debütierte Gabrić bei der Weltmeisterschaft der Division II 2003 in der serbisch-montenegrinischen Nationalmannschaft, für die er auch 2004, 2005 und 2006 in der Division II spielte. Zudem vertrat er Serbien und Montenegro beim Qualifikationsturnier für die Olympischen Winterspiele 2006 in Turin. Anschließend war er für die serbische Auswahl aktiv und spielte mit ihr 2007, 2008, 2009, 2011, 2012, 2014, 2015 und 2017 in der Division II. Nachdem den Serben 2009 beim Heimturnier in Novi Sad erstmals der Aufstieg gelungen war, spielte Gabrić mit seiner Mannschaft 2010 in der Division I, musste aber den sofortigen Wiederabstieg hinnehmen. Darüber hinaus nahm er mit der serbischen Mannschaft am Qualifikationsturnier für die Olympischen Winterspiele 2010 in Vancouver teil.

## Erfolge und Auszeichnungen
- 2002 Aufstieg in die Division II bei der U20-Weltmeisterschaft der Division III
- 2002 Jugoslawischer Meister mit dem HK Vojvodina Novi Sad
- 2003 Jugoslawischer Meister mit dem HK Vojvodina Novi Sad
- 2004 Serbisch-Montenegrinischer Meister mit dem HK Vojvodina Novi Sad
- 2007 Serbischer Meister mit dem HK Partizan Belgrad
- 2009 Aufstieg in die Division I bei der Weltmeisterschaft, Division II, Gruppe A
- 2009 Serbischer Meister mit dem HK Partizan Belgrad
- 2010 Serbischer Meister mit dem HK Partizan Belgrad
- 2011 Serbischer Meister mit dem HK Partizan Belgrad
- 2011 Gewinn der Slohokej Liga mit dem HK Partizan Belgrad
- 2012 Serbischer Meister mit dem HK Partizan Belgrad
- 2012 Gewinn der Slohokej Liga mit dem HK Partizan Belgrad
- 2013 Serbischer Meister mit dem HK Partizan Belgrad
- 2014 Serbischer Meister mit dem HK Partizan Belgrad
- 2015 Serbischer Meister mit dem HK Partizan Belgrad
- 2016 Serbischer Meister mit dem HK Partizan Belgrad

## Slohokej Liga-Statistik
(Stand: Ende der Saison 2011/12)